# Rasmus Haxen
Rasmus Haxen (født 29. juli 1959) er en dansk skuespiller.
Haxen er uddannet fra Statens Teaterskole i 1987.

## Filmografi
- Mord i Paradis (1988)
- En verden til forskel (1989)
- De frigjorte (1993)
- Ørnens øje (1997)
- Mifunes sidste sang (1999)
- Dykkerne (2000)
- Et rigtigt menneske (2001)
- Klatretøsen (2002)
- Au pair (film)' (2010)
- Klovn - The Movie (2010)
- Tarok (2013)

### Tv-serier
- Charlot og Charlotte (1996)
- Rejseholdet (2000-2003)
- Ørnen (2004)
- Forbrydelsen (2007)